# Nordre Ringvej (Silkeborg)
 For alternative betydninger, se Nordre Ringvej. (Se også artikler, som begynder med Nordre Ringvej)
 Nordre Ringvej er en to sporet ringvej der går igennem det nordlige Silkeborg. Vejen er en del sekundærrute 195 der går fra Herning til Aarhus og primærrute 52 der går fra Rindsholm til Juelsminde. Den er med til at lede den tunge trafik som kører nord om byen uden om Silkeborg Centrum, så byen ikke bliver belastet af for meget gennemkørende trafik i midtbyen. Når Silkeborgmotorvejen åbner igennem byen i 2016, vil Nordre Ringvej blive nedkvalificeret fra primærrute 15 til en sekundærrute 195.
Vejen forbinder Vestre Ringvej i vest med Østre Ringvej i øst, og har forbindelse til Sølystvej, Flensborgvej j,  Nylandsvej , Nørrevænget, Bredhøjvej, Kejlstrupvej og Nørreskov Bakke